# Dach hełmowy

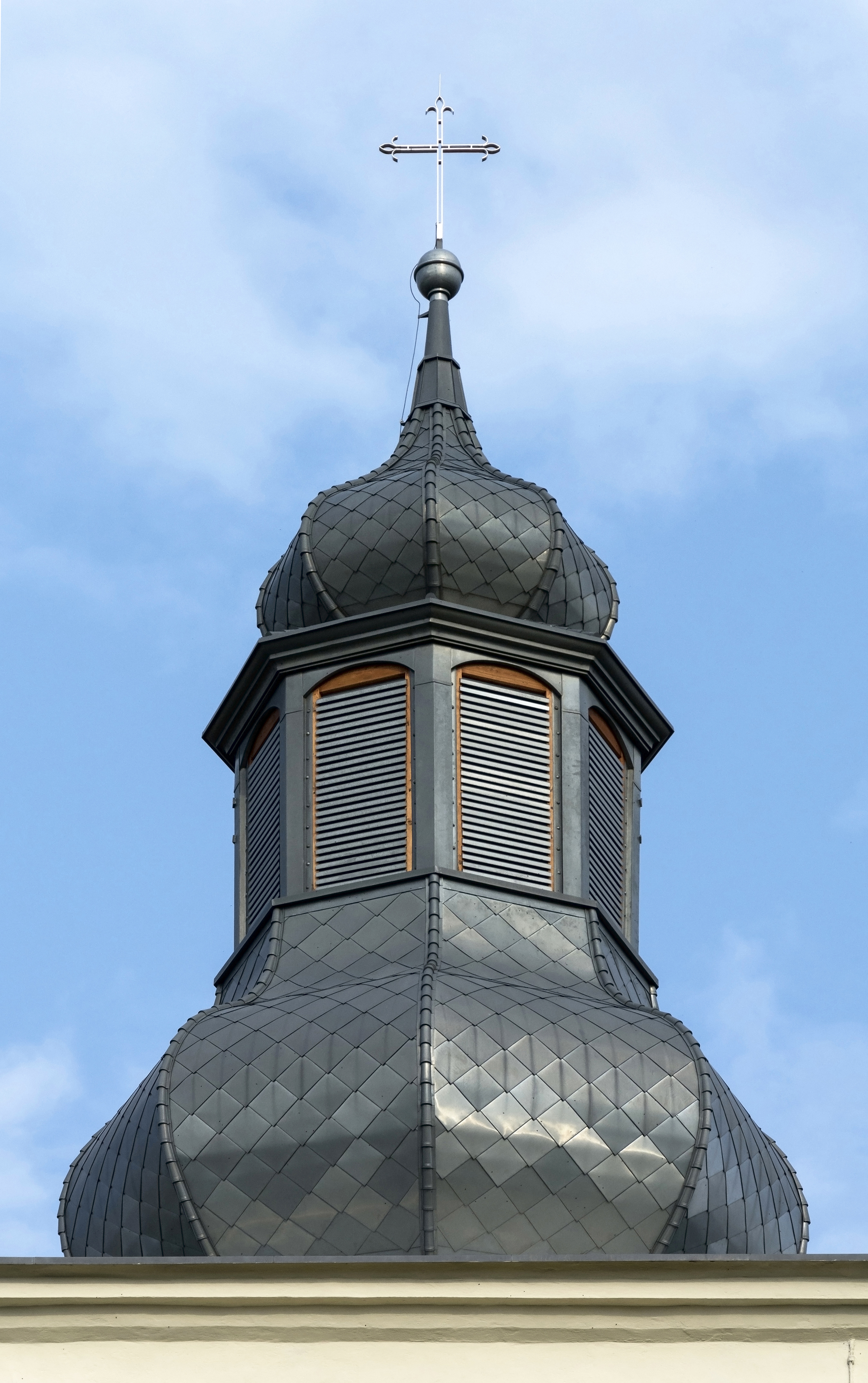
Hełm kościoła św. Marcina w Dzikowcu

Dach hełmowy, hełm (niem. Helm) – zwieńczenie wieży (dach) o konstrukcji drewnianej, rzadziej murowanej z cegły lub kamienia, zwykle o ozdobnym kształcie.
Drewniane hełmy, których konstrukcja stanowi specyficzny rodzaj więźby dachowej, kryte były blachą (zwykle ołowianą lub miedzianą), niekiedy gontem lub dachówką, współcześnie stosuje się najczęściej niepalną konstrukcję stalową.

## Formy dachu hełmowego
W różnych epokach historycznych i regionach dachy hełmowe przyjmowały różne formy. W okresie średniowiecza miały formę stożka lub ostrosłupa. W późnym gotyku były ozdabiane dodatkowo galeryjką, lukarnami, sterczynami czy szczytami. Bardziej skomplikowane formy, składające się z kilku brył, pojawiły się w renesansie. W baroku miały szczególnie ozdobne kształty (hełm baniasty, cebulasty, gruszkowy), składające się z powierzchni wypukłych, rozszerzający się powyżej podstawy dachu, zbudowane na krążynach. Takie hełmy charakterystyczne są również dla architektury cerkiewnej. W okresie klasycyzmu popularne były hełmy o kształcie obelisku.

## Galeria

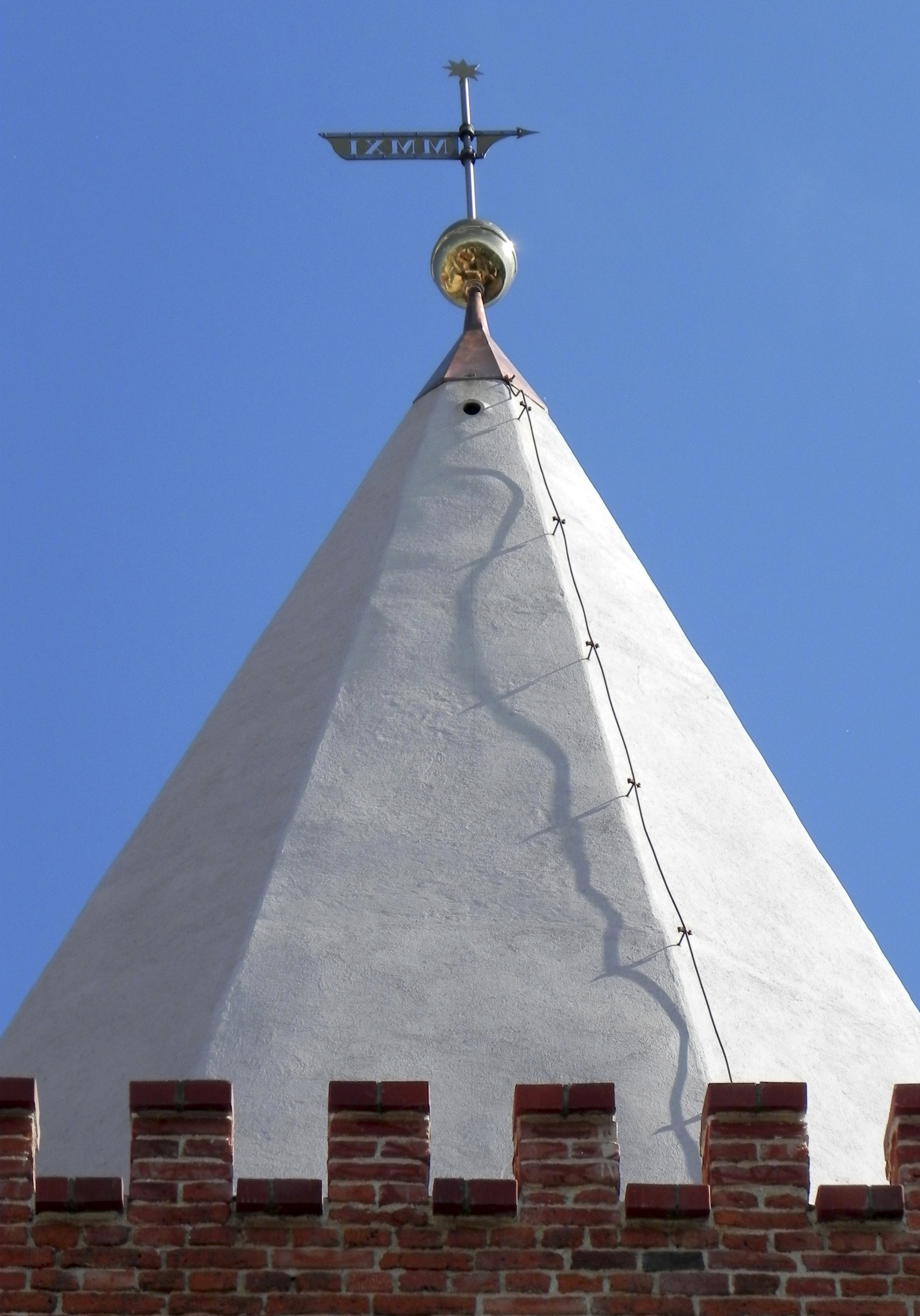
Hełm średniowieczny na Bramie Wodnej w Bystrzycy Kłodzkiej
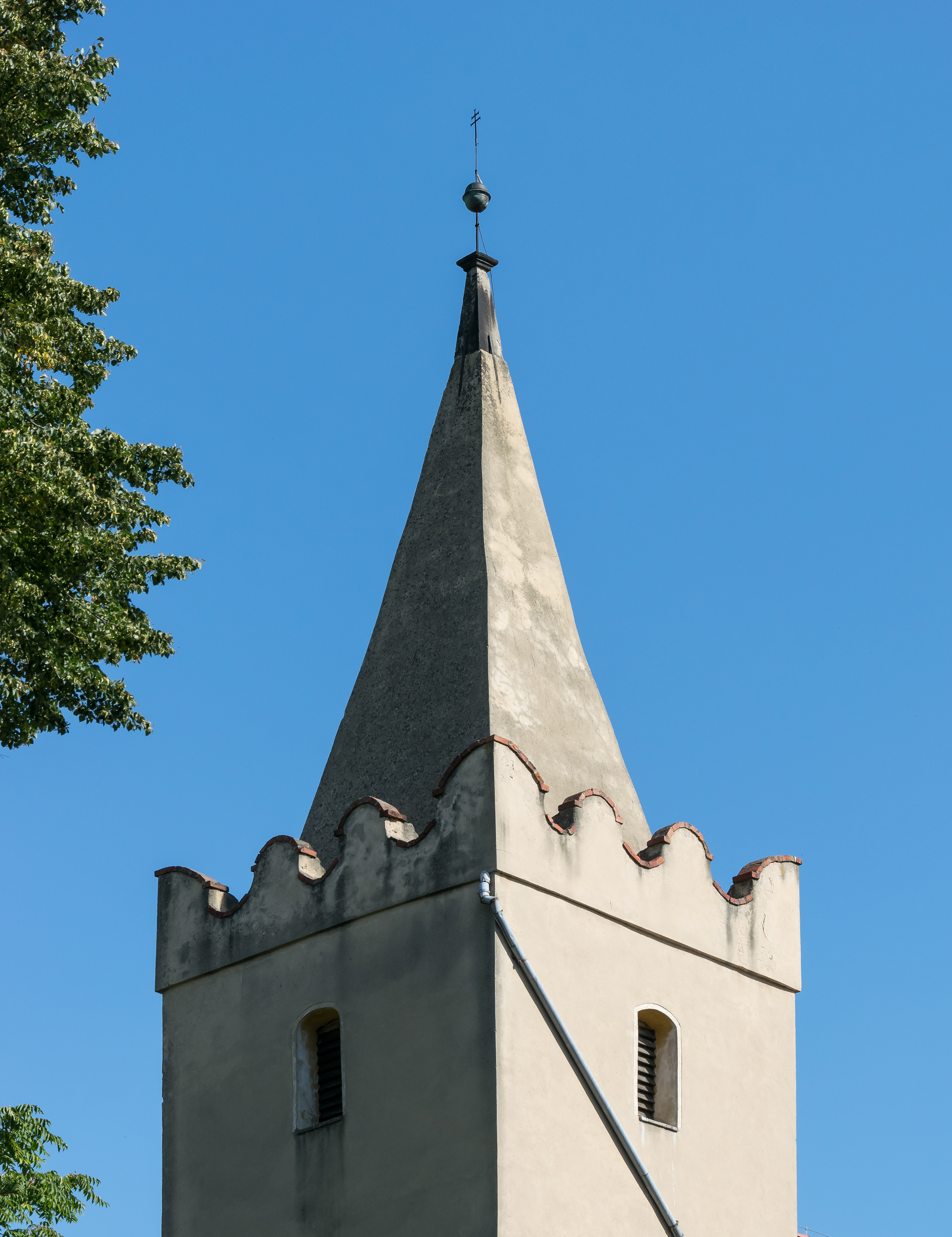
Hełm renesansowy na wieży kościół św. Jadwigi w Przedborowej
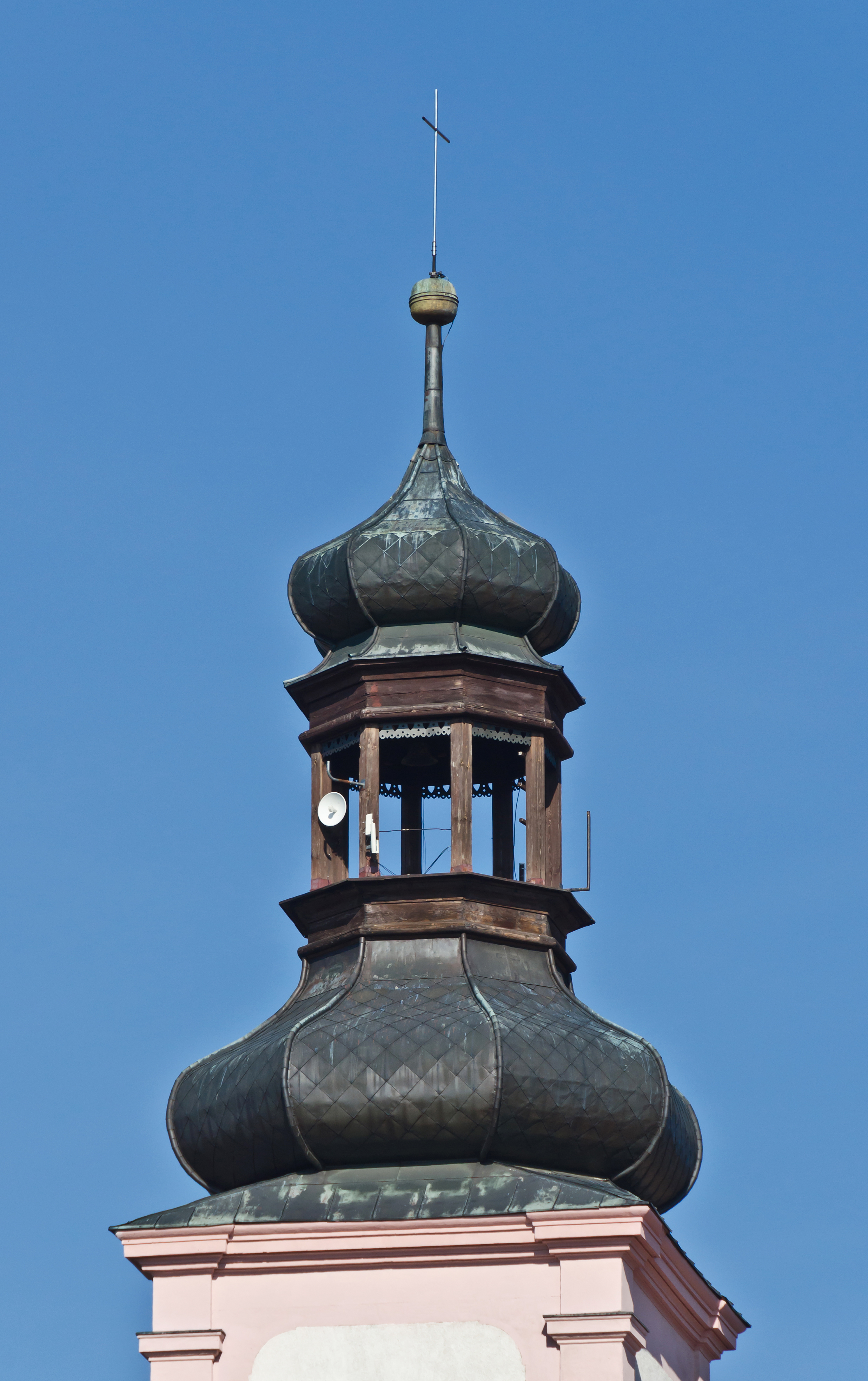
Hełm z latarnią na kościele śś. Piotra i Pawła w Bożkowie
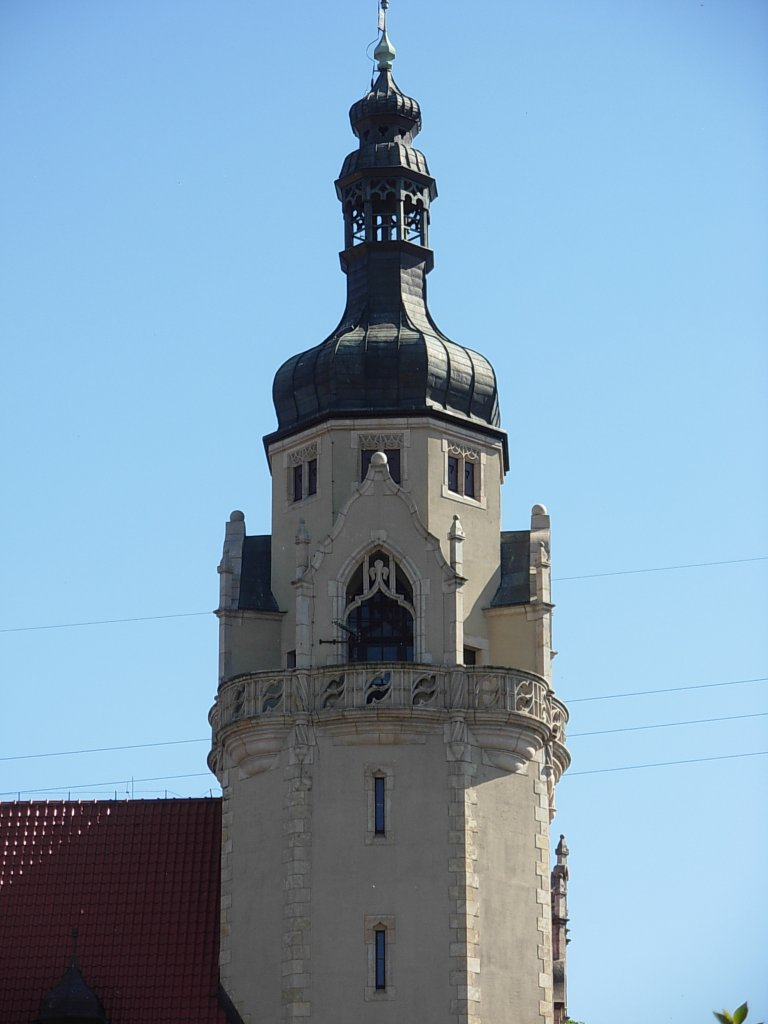
Hełm o formach barokowych, na wieży Sądu Okręgowego w Bydgoszczy
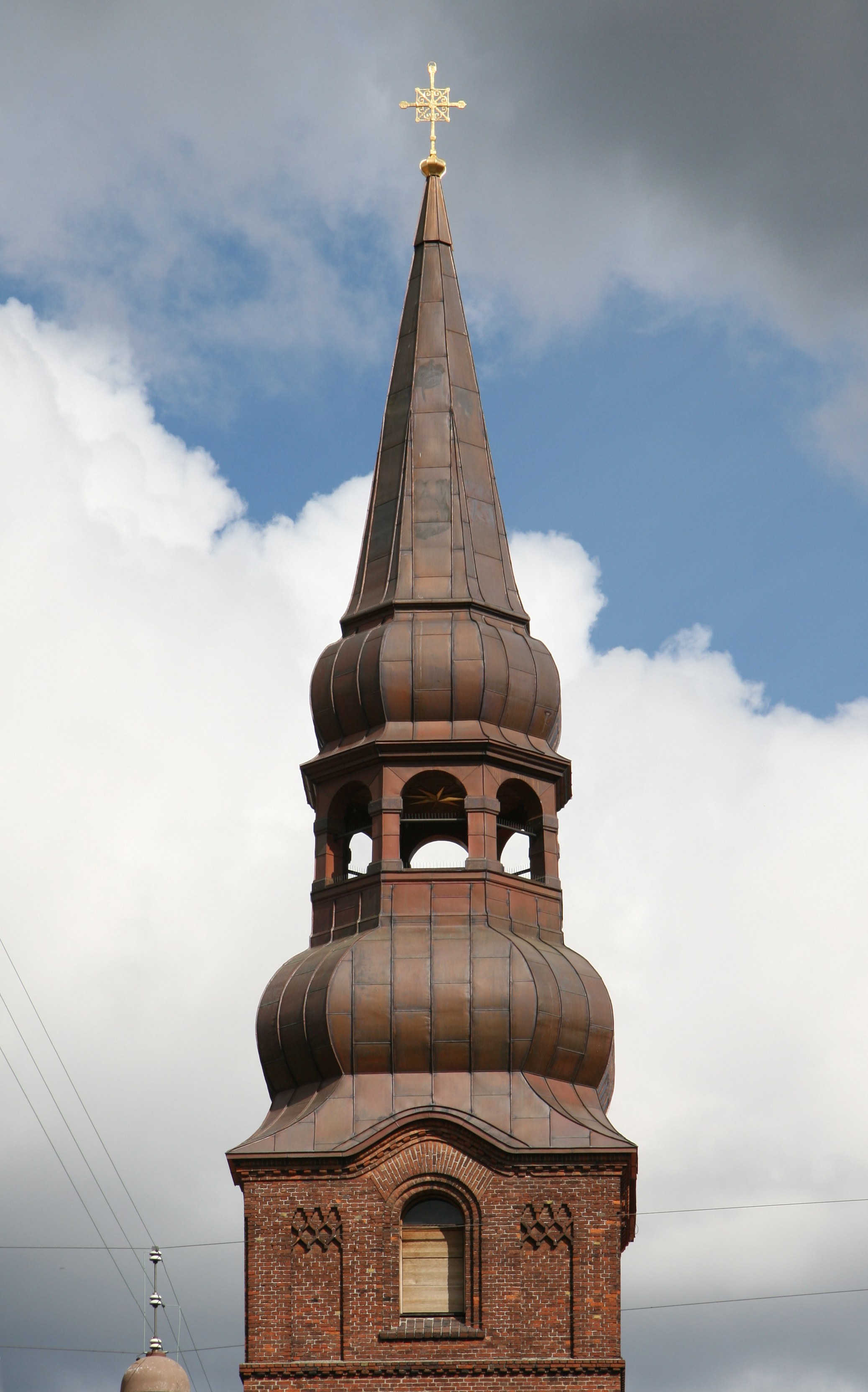
Hełm Simeons Kirke w Kopenhadze
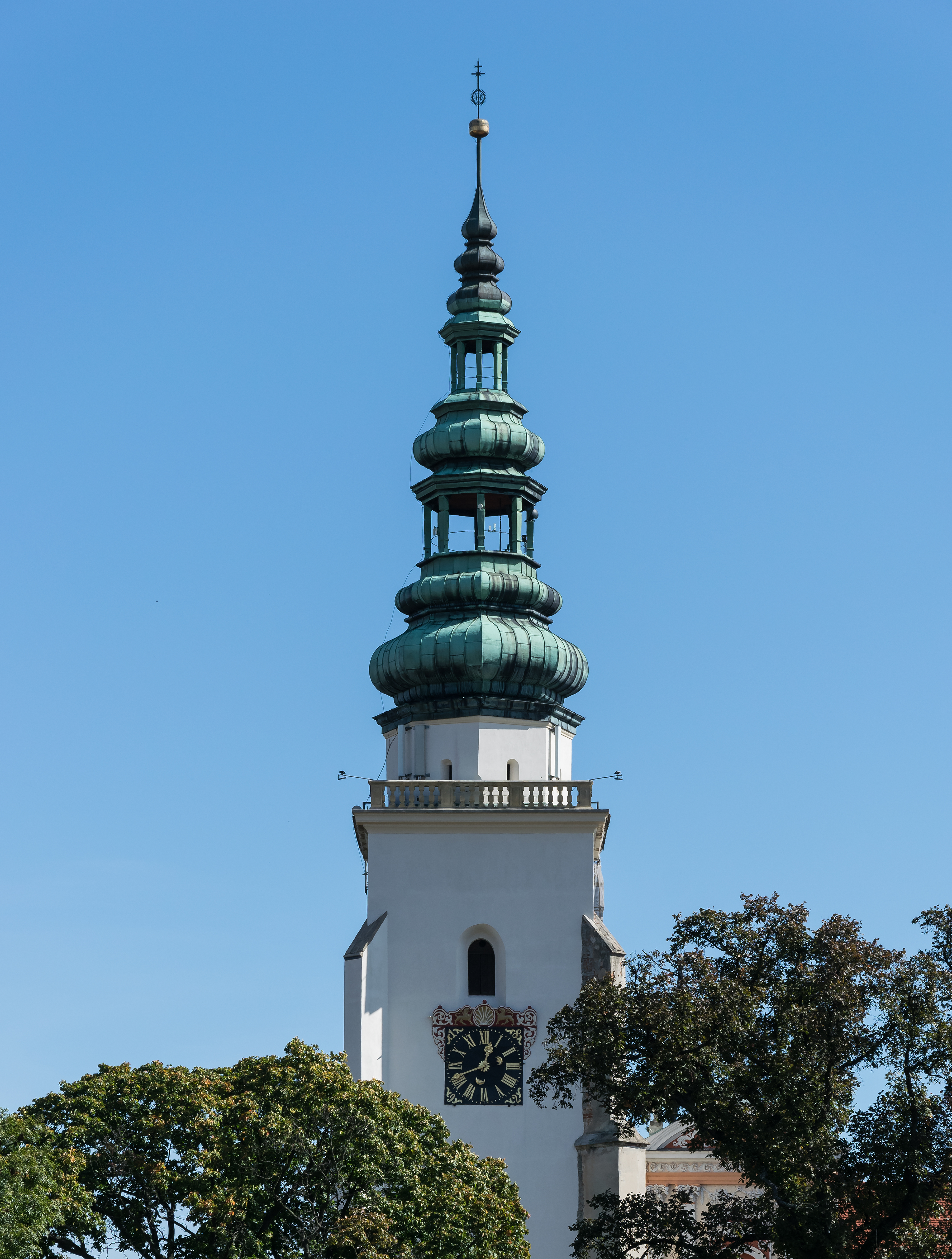
Hełm kościoła Wniebowzięcia NMP i św. Jana w Henrykowie